# Manuel Monteverde Bethencourt
Manuel Monteverde y Bethencourt (La Orotava, 16 de junio de 1798-Madrid, 30 de agosto de 1868) fue un militar y matemático español.

## Biografía
Fue hermano menor de Agustín de Monteverde y Betancourt y sobrino de Agustín de Betancourt.
Después de estudiar en Cádiz y La Habana, regresó a las Islas Canarias en 1816. Allí se enroló en el Regimiento de milicias de San Cristóbal de La Laguna. Posteriormente ingresó en la Academia de Ingenieros de Alcalá de Henares. Apoyó el Trienio Liberal y en 1823 participó con Rafael del Riego en la batalla de Jódar contra los cien Mil Hijos de San Luis, tras la cual estuvo un año prisionero en Francia. En 1828 fue readmitido al ejército.
Apoyó a Isabel II durante la primera guerra carlista. Participó en el Sitio de Bilbao (1835) como general de ingenieros y en las batallas de Artaza, Estella y Ormáiztegui (1835), por las que fue condecorado con la Cruz Laureada de San Fernando   Tras la guerra fue Jefe de Estudios de la Escuela de Estado Mayor, que él mismo fundó, y jefe del Depósito de la Guerra. En 1851 fue elegido académico de la Real Academia de Ciencias Exactas, Físicas y Naturales. Fue además académico honorario de la antigua Real Academia Canaria de Bellas Artes de San Miguel Arcángel, electo en 1850.
Firmó el Tratado de Bayona de 1866, fijando la frontera hispano-francesa al sur de Andorra.
Poseía las grandes cruces de la Orden de Isabel la Católica, de la Orden de Carlos III y de la Orden de San Hermenegildo, y era comendador de la Legión de Honor por su labor como presidente de la Comisión que delimitó la frontera entre Francia y España .